# Montreux Volley Masters 2010
Il Monterux Volley Masters di pallavolo femminile 2010 si è svolto dall'8 al 13 giugno 2010 a Montreux, in Svizzera. Al torneo hanno partecipato 8 squadre nazionali e la vittoria finale è andata per la quinta volta alla Cina.

## Gironi
| Girone A                             | Girone B                      |
| ------------------------------------ | ----------------------------- |
| Germania Giappone Russia Stati Uniti | Cina Cuba Paesi Bassi Polonia |

## Fase finale

### Finali 1º e 3º posto
|  | Semifinali  | Semifinali  | Semifinali  |             |      | Finale 1º/2º posto | Finale 1º/2º posto | Finale 1º/2º posto |  |
|  |             |             |             |             |      |                    |                    |                    |  |
|  | Russia      | Russia      | 1           |             |      |                    |                    |                    |  |
|  | Russia      | Russia      | 1           |             |      |                    |                    |                    |  |
|  | Cina        | Cina        | 3           |             |      |                    |                    |                    |  |
|  | Cina        | Cina        | 3           |             | Cina | Cina               | 3                  |                    |  |
|  |             |             |             |             | Cina | Cina               | 3                  |                    |  |
|  |             |             | Stati Uniti | Stati Uniti | 1    |                    |                    |                    |  |
|  | Cuba        | Cuba        | Stati Uniti | Stati Uniti | 1    | 0                  |                    |                    |  |
|  | Cuba        | Cuba        |             |             |      | 0                  |                    |                    |  |
|  | Stati Uniti | Stati Uniti | 3           |             |      | Finale 3º/4º posto | Finale 3º/4º posto | Finale 3º/4º posto |  |
|  | Stati Uniti | Stati Uniti | 3           |             |      |                    |                    |                    |  |
|  |             |             |             |             |      |                    |                    |                    |  |
|  |             |             |             |             |      | Russia             | Russia             | 0                  |  |
|  |             |             |             |             |      | Russia             | Russia             | 0                  |  |
|  |             |             |             |             |      | Cuba               | Cuba               | 3                  |  |

### Finale 5º posto
|  | Semifinali  | Semifinali  | Semifinali  |             |         | Finale  | Finale | Finale |  |
|  |             |             |             |             |         |         |        |        |  |
|  | Giappone    | Giappone    | 1           |             |         |         |        |        |  |
|  | Giappone    | Giappone    | 1           |             |         |         |        |        |  |
|  | Polonia     | Polonia     | 3           |             |         |         |        |        |  |
|  | Polonia     | Polonia     | 3           |             | Polonia | Polonia | 3      |        |  |
|  |             |             |             |             | Polonia | Polonia | 3      |        |  |
|  |             |             | Paesi Bassi | Paesi Bassi | 0       |         |        |        |  |
|  | Paesi Bassi | Paesi Bassi | Paesi Bassi | Paesi Bassi | 0       | 3       |        |        |  |
|  | Paesi Bassi | Paesi Bassi |             |             |         |         |        |        |  |
|  | Germania    | Germania    | 1           |             |         |         |        |        |  |

## Podio

### Campione
Formazione: 1 Wang Yimei, 2 Zhang Lei, 4 Hui Ruoqi, 5 Luo Yu, 6 Wang Nan, 8 Wei Qiuyue, 9 Wang Qian, 10 Li Juan, 11 Xu Yunli, 12 Xue Ming, 14 Chen Liyi, 15 Ma Yunwen, CT: Wang Baoquan

### Secondo posto
Formazione: 1 Ogonna Nnamani, 2 Kristin Richards, 3 Christa Harmotto, 4 Angela Pressey, 5 Tamari Miyashiro, 6 Nicole Davis, 7 Jill Collymore, 8 Cynthia Barboza, 9 Jennifer Joines, 13 Alexis Crimes, 14 Nicole Fawcett, 15 Courtney Thompson, 17 Mary Spicer, 18 Megan Hodge, CT: Hugh McCutcheon

### Terzo posto
Formazione: 1 Wilma Salas, 2 Yanelis Santos, 4 Yoana Palacio, 6 Daimara Lescay, 7 Lisbet Arredondo, 9 Rachel Sánchez, 10 Ana Cleger, 11 Liannes Castañeda, 13 Rosanna Giel, 14 Kenia Carcaces, 15 Yusidey Silié, 17 Gyselle Silva, CT: Juan Carlos Gala

## Classifica finale
| Classifica | Squadre     |
| ---------- | ----------- |
|            | Cina        |
|            | Stati Uniti |
|            | Cuba        |
| 4          | Russia      |
| 5          | Polonia     |
| 6          | Paesi Bassi |
| 7          | Germania    |
| 7          | Giappone    |